# Pokémon: Let's Go, Pikachu! og Let's Go, Eevee!
Pokémon: Let's Go, Pikachu! og Pokémon: Let's Go, Eevee! er remakes af Game Boy-rollespillet Pokémon Yellow fra 1998. De blev udviklet af Game Freak og udgivet til Nintendo Switch i samarbejde med The Pokémon Company og Nintendo. Efter annonceringen i maj 2018 blev Let's Go, Pikachu! og Let's Go, Eevee! udgivet på verdensplan den 16. maj 2018. Spillene er en del af Pokémon-spilseriens syvende generation og er de første spil i hovedserien, der blev udgivet på en hjemmekonsol. Spillene kan forbindes med mobilspilet Pokémon Go og understøtter kontrollen Poké Ball Plus, en ét-håndskontrol udformet som en Poké Ball.
Pokémon: Let's Go, Pikachu! og Pokémon: Let's Go, Eevee! blev oprindeligt annonceret på et japansk pressemøde i maj 2018 og blev designet med den hensigt at bringe nye spillere, der kun havde spillet Pokémon Go, til hovedserien, mens at nostalgien skulle drage ældre fans tilbage. De blev også lavet til at henvende sig til et yngre målgruppe; af denne grund inkorporerer spillene elemener fra TV-serien, ligesom Pokémon Yellow gjorde det. De modtog hovedsageligt positiv omtale fra anmeldere, med ros for deres tilgængelighed og charme, dog også kritik rettet mod deres implementering af motion controls. Spillene har tilsammen solgt over 13 millioner eksemplarer pr. december 2020, hvilket placerede dem blandt de mest solgte spil på systemet.